# Rebekah Johansson
Sandra Wania Rebekah Johansson, ursprungligen Sandra Rebecka Seitamaa, född 4 maj 1981 i Hacksta i Enköping, död 23 februari 2011 i Linköping, var en svensk glamourmodell och bloggare, känd från dokusåpan Big Brother 2004.
Hon medverkade i tidningar som FHM, Moore Magazine och Playboy i USA, bland annat i samma nummer som Big Brother-deltagaren Elita Löfblad.
Hon arbetade sedan mitten av 2000-talet med omplaceringsverksamhet för utsatta hundar och då framförallt med rasen amerikansk pitbullterrier men alla raser kom till hennes ideella organisation Pjäsens Hundhem. Hon drev också ett handelsbolag: ett hunddagis i Linköping. 
I februari 2011 hittades Johansson död i sitt hem i Linköping. Djurskyddet i Malmö har upprättat en fond till minne av Rebekah Johansson. Pengarna kommer att gå till de mest utsatta raserna.